# 144년

## 연호
- 후한(後漢) 한안(漢安) 3년
- 후한(後漢) 건강(建康) 원년

## 기년
- 후한(後漢) 순제(順帝) 19년 / 후한(後漢) 충제(沖帝) 원년
- 신라(新羅) 일성 이사금(逸聖泥師今) 11년
- 고구려(高句麗) 태조대왕(太祖大王) 92년
- 백제(百濟) 개루왕(蓋婁王) 17년

## 사망
후한 순제